# 村崎和子
村崎 和子（むらさき かずこ、1951年（昭和26年）2月10日 - ）は、日本のピアニスト。徳島文理大学音楽学部教授。
桐朋学園大学音楽学部ピアノ専攻卒業。徳島県出身。夫は学校法人村崎学園の前理事長である村崎正人。長男は村崎文彦。

## 経歴
徳島県出身。1973年（昭和48年）に桐朋学園大学音楽学部を卒業。大学を卒業後、同年に徳島文理大学音楽学部の非常勤講師に就任。1977年（昭和52年）より同学部専任講師、1987年（昭和62年）、同学部助教授を経て、1996年（平成8年）に同学部教授に就任。
2016年（平成28年）、第7回ヨーロッパ国際ピアノコンクール・イン・ジャパンで最優秀指導者賞を受賞。

## 所属組織
- 日本ピアノ教育連盟
- 全四国音楽学会

## 受賞
- 2016年 - 第7回ヨーロッパ国際ピアノコンクール・イン・ジャパン 最優秀指導者賞